# Augustowo (powiat grodziski)
Augustowo – wieś w Polsce położona w województwie wielkopolskim, w powiecie grodziskim, w gminie Wielichowo.
W okresie Wielkiego Księstwa Poznańskiego (1815-1848) miejscowość wzmiankowana jako kolonia Augustowo należała do wsi mniejszych w ówczesnym pruskim powiecie Kosten rejencji poznańskiej. Augustowo należało do okręgu wielichowskiego tego powiatu i stanowiło część prywatnego majątku Wielichów (dziś Wielichowo), którego właścicielem był wówczas Mikołaj Mielżyński. Według spisu urzędowego z 1837 roku kolonia Augustowo liczyła 20 mieszkańców, którzy zamieszkiwali 4 dymy (domostwa).
W latach 1975–1998 miejscowość należała administracyjnie do województwa poznańskiego.
Według danych z 31 grudnia 2017 roku miejscowość zamieszkiwało 89 osób.